# Ита Рина
Ита Рина, право име Италина Лида „Ида“ Кравања (касније: Тамара Ђорђевић), српска филмска глумица словеначког порекла. Рођена у Дивачи код Трста, Италија 7. јула 1907, а умрла је у Будви 10. маја 1979. године.

## Живот
Италина Ида Кравања рођена је 1907. године у Дивачи код Трста. Након што се њен отац Јожеф Кравања запослио као железничар у Љубљани, она се по избијању Првог светског рата са породицом досељава у Словенију. Након завршене основне школе и гимназије, Италина Кравања добија посао у банци, али већ тада почиње да машта o глумачкој каријери. Њена безбрижна младост је прекинута 1926. године када јој је умро отац. Ита је остала да живи са мајком Маријом и сестром Даницом, издржавајући се тако што је њена мајка студентима издавала собе. Године 1926. изабрана је за Мис Југославије, а после тога учествује и на избору за Мис Европе. Након потписивања трогодишњег уговора са продуцентском кућом Остермајер филм сели се у Берлин, а 1927. године почиње њена глумачка каријера: први филм у ком је глумила био је „Двоје испод небеског свода“ Јоханеса Гутера и Ернста Волфа из 1927. „где поред лепоте исказује и знатан глумачки дар“. Шездесетих година 20. века Ита Рина, касније Тамара и њен супруг Миодраг Ђорђевић су саградили кућу у Будви. Она је већи део времена проводила узгајајући цвеће и водећи рачуна о тада већ болесном супругу. Када се догодио земљотрес у Црној Гори, добила је астматични напад који је био кобан по њу. Умрла је у Будви 1979. године, а сахрањена на Новом гробљу у Београду.
Једном приликом, присећајући се својих филмских почетака и чињенице да је побегла од куће и обманула своју мајку, ова незаборавна словенска филмска хероина је рекла:
Светлили су ме рефлекторима. Камере су почеле да зује. Свуда око мене били су каблови. Неки потпуни странци пиљили су у мене, дошаптавајући се међу собом. Говорили су ми да вриштим, да се смејем, машем и плачем. Мислим да сам најприродније изгледала у сценама у којима сам плакала. Било је довољно само да се присетим колико сам далеко од куће и како сам обманула мајку.

## Филмска каријера
Филмска каријера Италине Кравање (алијас Ита Рина) почела је у Берлину 1927. године. У том периоду Ита је узимала часове глуме, плеса, певања, јахања, и с времена на време, добијала мање филмске улоге. Први пут се на филмском платну појавила у филму „Шта деца крију од родитеља“, што је помало и судбоносан наслов с обзиром на то да је Ита Рина побегла од куће како би се винула у свет филма. Тада су јој помоћ пружили њени пријатељи, сликар Алојз Малота и његова жена Хедвига Шарц. Ита Рина је посебно била популарна у Чешкој и Немачкој, те је најчешће тамошња штампа о њој писала хвалоспеве. Тако је у чешком часопису „Чешко слово“ забележено: „Раскошна Ита Рина својом југословенском лепотом и великим глумачким талентом, убрајаће се ускоро у најбоље филмске звезде.“ Њен живот се вртоглавом брзином мењао, стизале су јој похвале и понуде са свих страна. Као већ етаблирана европска глумица, хероина немог филма, Рина је добила и понуду за сарадњу од стране највеће светске филмске индустрије (компанија Парамаунт и Унверзал). Наиме, понуђена јој је главна улога у америчком филму који је носио наслов „Беатрис, моја радости!“ али она је Холивуду рекла „не“, пре свега зато што јој је, тада вереник, Миодраг Ђорђевић поставио ултиматум: „Или Холивуд или ја!“ На преласку из ере немог у еру звучног филма, Рина је одиграла, можда и своју најуспелију улогу и то у чешком филму из 1930. године, под насловом „Тонка звана вешала“. Пред избијање Другог светског рата, добила је улогу у филму немачке продукције „Centrala Rio“ који се снимао у берлинском студију. Како је у Немачкој тих година било веома опасно боравити, а посебно је било опасно за стране глумце, Ита Рина је на наговор тадашњег југословенског амбасадора у Берлину, чувеног српског писца Иве Андрића, спаковала кофере и вратила се у Србију. То је био преломни тренутак када се опростила од своје филмске каријере. Прославила се улогом у филму Еротикон Густава Махатија „који је зналачки искористио њену фотогеничност и способност изражавања страсти сензуалне младе жене“. У Београд се преселила 1931. године, а 1932. године удала се за инжењера Мирослава Ђорђевића када је прешла у православље, променила начин живота и узела име Тамара Ђорђевић. На прелазу 1935-36. наступила је и на сцени - на представи поводом Материца у Двору, као и у Народном позоришту. Након удаје наступала је ређе, „а са филма се повукла 1939. године, на врхунцу популарности“. После Другог светског рата на филму се појавила само још једном: у мањој споредној улози у филму »Рат« (заједно са Батом Живојиновићем) у режији Вељка Булајића, који је номинован за Златног лава на филмском фестивалу у Венецији 1960. године.
Ита Рина је укупно играла у 18 филмова, углавном чехословачке и немачке производње, с тим да су неки снимани и у Југославији (Фантом Дурмитора и На плавом Јадрану).

## Ита Рина као Тамара Ђорђевић
На врхунцу славе, тридесетих година 20. века, Ита Рина на једном пријему у југословенској амбасади у Берлину упознаје младог студента техничких наука, Миодрага Ђорђевића (сина угледног Милана Ђорђевића, директора Министарства пошта, телеграфа и телефона). И сам Миодраг Ђорђевић је имао лепоту филмског глумца, те тако неке његове фотографије из младости управо упућују на ту помисао. Како је то била љубав на први поглед и како је та љубавна искра запалила оба срца, пар је убрзо одлучио да се венча. Ита Рина доноси одлуку да у православној цркви у Берлину пређе у православну веру и да промени своје име у Тамара. Године 1931. венчава се са Миодрагом Ђорђевићем у Вазнесењској цркви у Београду и постаје Тамара Ђорђевић. Због љубави према супругу, она је одлучила да свој живот праве филмске диве измени из корена. И није се покајала! За разлику од многих чувених глумица и лепотица које су свој живот скончале трагично, саме и напуштене од свих, Тамара Ђорђевић је имала богат и садржајан живот, поред свог мужа са којим је живела у складном браку. Њихова дом је заправо била једна кућа са мансардом (изграђена 1923. године) која се налазила у Катанићевој улици број 8. Иако се угледна породица Миодрага Ђорђевића у почетку није слагала са овим браком, ипак га је, временом, упознавши благу и скромну Тамару која никада није изигравала диву, здушно прихватила. Тамара и њен супруг Миодраг су били посвећени својој породици, и пријатељима. Најчешће би се окупљали у кафани „Топлица“ у којој су увек имали резервисан сто. Била је добровољна болничарка 1939. Добила је сина 4. октобра 1940. године. Период окупације, Тамара Ђорђевић је провела повучено, прво у Београду а потом и у Врњачкој Бањи где се цела породица преселила након бомбардовања Београда. У Врњачкој Бањи је боравила код сестре, такође удате за Србина. Забележено је да је некада славна глумица, носила џакове и продавала свој скупоцени накит како би прехранила своју породицу. Чак је успела и да спаси свог супруга који је због једне своје непримерене политичке изјаве завршио у Бањичком логору. Након рата, Тамара Ђорђевић је покушала да се врати кинематографији, али је то успела само у домену администрације. Пуна ентузијазма, желела је да новој држави понуди своје богато филмско искуство, но за тако нешто нико није имао слуха. Једно време је радила као саветник, прво у Авала филму, а потом и у Ловћен филму.

## Важнији филмови
- Буђење пролећа (1929)
- Еротикон (1929) - Андреа
- Срамота (1929) - Марта
- Пролеће се буди (1929) - Илза
- Краљица валцера (1930) − Зајна Тохтер
- Тонишка (1930) − Тонка Шибенка
- Валови страсти (1930)
- Фантом Дурмитора (1932) - Јела Груић
- А живот тече даље (1935)[7] - Марија
- На плавом Јадрану (1937) - Анка Вуковић
- Централа Рио (1939)
- Рат (1960)